# Potentille à grandes fleurs
Potentilla grandiflora
Espèce
La Potentille à grandes fleurs (Potentilla grandiflora) est une espèce de plantes à fleurs de la famille des Rosacées.

## Description
C'est une plante herbacée vivace haute de 10-40 cm. Les feuilles radicales sont longuement pétiolées, couvertes de poils étalés, toutes à 3 folioles. Les tiges latérales sont dressées, peu feuillées. Les grandes fleurs (15-30 cm de diamètre) sont groupées par 2-5 en cymes lâches, munies de 5 pétales jaunes, plus longs que les 10 sépales tous semblables et soudés à leur base. La floraison a lieu en juillet-aout.

## Distribution
Montagnes : Alpes, Suisse, Italie septentrionale, Tyrol, Styrie.

## Habitat
Pelouses rases, rochers siliceux, de 1 800 à 3 000 m, en France dans les Alpes de Savoie, du Dauphiné, de Provence (moins répandue dans les Pyrénées orientales).